# 吉野川市立知恵島小学校
吉野川市立知恵島小学校（よしのがわしりつ ちえじましょうがっこう）は、徳島県吉野川市鴨島町知恵島にある公立小学校である。

## 概要

### 校歌
- 作詞: 曽川米一
- 作曲: 桑原極子

## 沿革
- 1875年（明治8年） - 創設。
- 1941年（昭和16年） - 徳島県阿波郡柿島村知恵島国民学校と改称。
- 1947年（昭和22年） - 徳島県阿波郡柿島村知恵島小学校と改称。
- 1954年（昭和29年） - 町村合併のため鴨島町知恵島小学校となる。
- 2004年（平成16年） - 町村合併のため吉野川市立知恵島小学校となる。

## 通学区域が隣接している学校
- 吉野川市立西麻植小学校
- 吉野川市立鴨島小学校
- 吉野川市立牛島小学校
- 阿波市立柿原小学校
- 阿波市立土成小学校
- 阿波市立八幡小学校